# Phlojodicarpus popovii
Phlojodicarpus popovii är en flockblommig växtart som beskrevs av Vladimir N. Siplivinsky. Phlojodicarpus popovii ingår i släktet Phlojodicarpus och familjen flockblommiga växter. Inga underarter finns listade i Catalogue of Life.